# Dornier Do 17
Дорнье Do 17 (нем. Dornier Do 17) — немецкий двухмоторный средний бомбардировщик фирмы Dornier времён Второй мировой войны.
Являлся одним из основных бомбардировщиков люфтваффе. Выпускался с 1937 по 1940 годы.

## История
Примечательной особенностью создания этого самолёта является то, что он с самого начала разрабатывался исключительно как коммерческий самолёт, для использования в европейской «экспресс службе» «Люфтганза».
Первый опытный Do 17 V1 был впервые поднят в воздух 23 ноября 1934 года, лётчиком-испытателем фирмы Дорнье флюгкапитаном Эгоном Фатом (Egon Fath). На этом самолёте были установлены двенадцатицилиндровые двигатели BMW VI 7,3 мощностью по 750 л. с. К концу весны 1935 г. прошли лётные испытания прототипы Do 17 V2 с моторами BMW VI 6,3 мощностью по 660 л. с. и Do 17 V3 с двигателями «Испано-Сюиза», которые впоследствии из-за ненадёжности были заменены на BMW VI 7,3. В ходе испытаний самолёты показали скорость около 330 км/ч.
Все три самолёта в 1935 году были переданы «Люфтганзе» для испытаний. После пробных рейсовых полётов, проведённых с 8 октября по 7 ноября, было вынесено заключение, что он не годится для практического использования из-за недостаточной пассажировместимости. Узкий фюзеляж вынудил сделать две раздельные тесные пассажирские кабины с маленькими входными дверями, затруднявшими вход пассажиров и загрузку багажа. Опытные самолёты были возвращены на фирму.
После визита на завод «Дорнье» в Левентхале бывшего сотрудника фирмы, флюгкапитана Роберта Унтухта (Untucht), служившего пилотом в «Люфтганзе», а заодно и офицером по связи между авиакомпанией и министерством авиации (RLM), самолётом заинтересовалось RLM. Технический департамент RLM предложил компании «Дорнье» выпустить четвёртый опытный самолёт (V4) с минимальными модификациями в боевой самолёт.
В конце лета 1935 года появился Do 17 V4, который отличался от предшественников внешне только заделкой иллюминаторов и установкой разнесённого оперения для исключения рысканья. Внутренние изменения включали установку отсека за первым лонжероном крыла. По сравнению с транспортными вариантами Do 17 V4 имел меньшую длину — она сократилась с 17,7 м до 17,15 м, двигатели те же — BMW VI. Осенью 1935 года к испытаниям приступили V6, аналогичный V4, и V5 с двигателями «Испано-Сюиза»-12Ybrs мощностью у земли 775 л. с. и 860 л. с. на высоте 4000 м. С этими двигателями V5 достиг скорости 389 км/ч. Оборонительное вооружение отсутствовало.
Do 17 V7 был уже вооружён одним 7,92-мм пулемётом MG. 15 сзади на подвижной установке в блистере на фюзеляже. Огонь из него вёл радист. Прототип получил также скруглённую, остеклённую носовую часть.
В октябре 1935 года Do 17 был показан на выставке в Бюккебурге (Buckeberg). Там за свой остроносый и «гранёный» фюзеляж он получил прозвище «летающий карандаш».
В июле 1937 года Do 17 V8, участвуя в международном соревновании военных самолётов в Цюрихе, выиграл гонку «Круг Альп», обставив все истребители.
После окончания войны в Польше осенью 1939 года было принято решение о модернизации Do 17, на которые начали устанавливать более мощные двигатели

## Конструкция
Схема бомбардировщика — высокоплан (Schulterdecker-kampfflugzeug).
Фюзеляж набирался из шпангоутов, соединённых швеллерами стрингеров и был обшит листами из лёгкого сплава. Фюзеляж Do 17, изначально создававшегося для перевозки пассажиров, в средней части под крылом расширялся для грузо-пассажирского салона с плоским полом.
Крыло имело двухлонжеронную конструкцию с частично металлической и частично тканевой обшивкой. Лонжероны представляли собой несимметричный профиль из тонкого дюраля. Основные нервюры собирались из дюралевых швеллеров, а дополнительные — имели трубчатый каркас. Тканевая обшивка использовалась только между лонжеронами на нижней поверхности крыла. Щелевые закрылки шли от элеронов до фюзеляжа.
Всё топливо располагалось между лонжеронами центроплана у фюзеляжа.
Главные стойки шасси убирались назад в гондолы двигателей. Заднее колесо также убиралось.

## Модификации
| Модификация | Основные отличия |
| ----------- | --- |
| Do 17E-1    | Бомбовая нагрузка — 500 кг. Один 7,92 мм пулемёт. |
| Do 17F-1    | Трёхместный самолёт-разведчик. |
| Do 17K      | Экспортный вариант для Югославии. Французские звездообразные двигатели Гном-Рон 14 Na/2 и пулемёты «Браунинг», а на некоторых и 20-мм пушка «Испано-Сюиза» 404 |
| Do 17M      | Электрический подъёмник шасси. Закрытая задняя огневая точка. Двигатели Bramo 322A-1. Бомбовая нагрузка — 1000 кг. Строился по лицензии в Югославии.           |
| Do 17P      | Самолёт-разведчик. Строился по лицензии в Югославии. |
| Do 17Z-1    | Дополнительный 7,92 пулемёт в носовой части. Бомбовая нагрузка — 500 кг.                                                                                       |
| Do 17Z-2    | Двигатели Bramo 323P (1000 л. с.). Бомбовая нагрузка — 1000 кг.                                                                                                |
| Do 17Z-3    | Самолёт-разведчик. |
| Do 17Z-4    | Учебно-тренировочный самолёт. |
| Do 17Z-6    | Ночной истребитель-перехватчик. Инфракрасная аппаратура обнаружения самолётов.                                                                                 |
| Do 17Z-10   | Ночной истребитель-перехватчик. Усиленное пулемётно-пушечное вооружение. Инфракрасная аппаратура обнаружения самолётов.                                        |
| Do 17U      | Воздушный командный пункт. Экипаж — 5 чел. |

Dornier Do. 215: 
Вариант машины Dornier Do 17Z-0 стал прототипом экспортного самолёта под обозначением Do. 215А-1, оснащённого двумя двигателями DB 601. Заказ на этот вариант бомбардировщика был получен от Швеции и Югославии. Производство началось в августе 1939 г., однако ни одна машина не поступила к зарубежным заказчикам, их реквизировало люфтваффе. После некоторой доработки эти машины получили обозначение Do. 215В-0, параллельно начались работы по бомбардировщику-разведчику Дорнье Do. 215В-1, оснащавшемуся тремя фотокамерами и способному нести 1000 кг бомб.

## Do 17E
Do 17E одна из неудачных модификаций самолёта Do 17.

### Использование
В предвоенные годы самолёт использовался как высотный стратегический разведчик. Стоял на вооружении т. н. «группы Ро́веля» (нем. Kommando Rowehl) — отдельной разведывательной эскадры Люфтваффе. Применялся для аэрофотосъёмки приграничных территорий Франции, Чехословакии и Польши накануне вторжений Германии в эти страны

#### Довоенное использование в СССР
Do 17E два раза попадали в Советский Союз в исправном состоянии. 20 марта 1941 года на аэродром в Вельске приземлился Do 17Е-1, а на следующий день неподалёку от города Цехановец сел Do 17E-3. Эти две посадки были совершены якобы из-за того, что их лётчики потеряли ориентировку в сложных метеоусловиях. Самолёты были подробно изучены прибывшими инженерами из НИИ ВВС, а сами самолёты якобы принадлежали Варшавской и Торунской авиашколам.
Советский Союз также покупал самолёты Do. 215. По сравнению с ними Do 17E были хуже. Осматривающие самолёт специалисты отметили, что у самолёта тесная кабина, неудовлетворительный обзор, малые углы обстрела пулемётов, а также маломощные моторы BMW VI. «Построенные в 1936—1937 годах самолёты Do 17E являются устаревшими, снимаются немцами с вооружения боевой авиации и передаются в школы для использования в учебных целях… Самолёты интереса для нас не представляют», — так говорили специалисты о самолёте.
Самолёты вернули Германии. О самолёте Do 17E-1 ничего неизвестно, известно только о Do 17E-3, который использовался в качестве буксировщика планеров во время войны до 1943 года.

#### Использование во время Гражданской войны в Испании
Основная статья: Гражданская война в Испании
В 1937 году Do 17E впервые использовался во время Гражданской войны в Испании (1937—1939). Сразу же по прибытии в Испанию первый Do 17 в Испании был сбит над Бильбао 18 апреля 1937 года, республиканским лётчиком Фелиппе дель Риови на советском истребителе И-15.
И даже хотя Do 17E стали популярными, им вскоре стали противостоять советские истребители-монопланы И-16. Хотя ничего неизвестно о том, встречались ли эти самолёты в небе или нет, но если сравнивать их по скоростям, то Do 17E значительно уступал советскому истребителю.
Весной 1938 года разведывательные эскадрильи немецкого Легиона «Кондор» получили пополнение. В Испанию прибыли Do 17P. Новые самолёты-разведчики поступили на вооружение 1.А/88 и действовали последовательно с аэродромов Bunuel-Tudela и La Cerua.
В марте 1938 года они приняли участие в арагонском наступлении франкистов, а в апреле поддерживали наступление на Валенсию.
В августе 1938 года все оставшиеся Do 17Е и Do 17F, а также 10 новых Do 17P, были переданы из состава Легиона Кондор в воздушные силы испанских националистов.
Самолёты поступили на вооружение Grupo 8-G-27, которая базировалась на аэродроме Ля Сениа. Её персонал на время обучения был смешанным и состоял из испанских и немецких лётчиков и техников.
В конце декабря 1938 года и в январе 1939 года Grupo 8-G-27 поддерживала с воздуха наступление франкистов на Барселону.
По окончании гражданской войны, в 1939 году, Grupo 8-G-27 перелетела в Logrono.

### Характеристики Do 17E
- Экипаж — 4 человека
- Размах крыла — 18 м
- Длина самолёта — 16 м 25 см
- Высота самолёта — 4 м 32 см
- Двигатели — два 12-ти цилиндровых V-образных двигателя BMW VI-7,3 мощностью по 500 л/с.
- Масса:
  - Пустого самолёта — 4500 кг
  - Максимальная взлётная — 7040 кг
- Максимальная скорость — 355 км/ч
- Практический потолок — 5100 м
- Дальность полёта (с максимальной бомбовой нагрузкой) — 500 км
- Вооружение:
  - 7,92-мм пулемёт по правому борту,
  - 7,92-мм пулемёт в нижнем фонаре,
  - 7,92-мм пулемёт на турели позади кабины,
  - 7,92-мм пулемёт под фюзеляжем,
- Бомбовая нагрузка — 750 кг (10 х 50 кг [SC 50) или 4 х 100 кг [SD 100] или 2 х 250 кг [SD 250] или 8 х 100 кг [SC 100])[7]

### Прозвища
- Испанские летчики-националисты дали Do 17 прозвище «Bacalaos» — треска.
- Немецкие лётчики дали самолёту прозвище «летающий карандаш».

## Тактико-технические характеристики
Приведённые ниже характеристики соответствуют модификации Do 17 Z-2:

### Технические характеристики
- Экипаж: 4 человека
- Длина: 15,8 м
- Размах крыла: 18,00 м
- Высота: 4,55 м
- Площадь крыла: 53,3 м²
- Масса пустого: 5 200 кг
- Масса снаряжённого: 8 600 кг
- Максимальная взлётная масса: 8 850 кг
- Двигатели: 2× радиальных 9 цилиндровых BMW Bramo 323P Fafnir
- Мощность: 2× 1000 л. с. (750 кВт)

### Лётные характеристики
- Максимальная скорость:
  - на высоте: 410 км/ч
  - у земли: 342 км/ч
- Крейсерская скорость:
  - на высоте: 300 км/ч
  - у земли: 270 км/ч
- Практическая дальность: 1 150 км
- Практический потолок: 8 200 м
- Скороподъёмность: 5,5 м/с
- Нагрузка на крыло: 156 кг/м²
- Тяговооружённость: 170 Вт/кг

### Вооружение
- Пулемётное: 6 × 7,92 мм пулемётов MG. 15 (два неподвижных вперёд, два по бокам, один назад над фюзеляжем и один назад под фюзеляжем)
- Бомбовая нагрузка: 1 000 кг
  - 20 × 50 кг бомб
  - 4 × 250 кг бомбы

## Страны-эксплуатанты

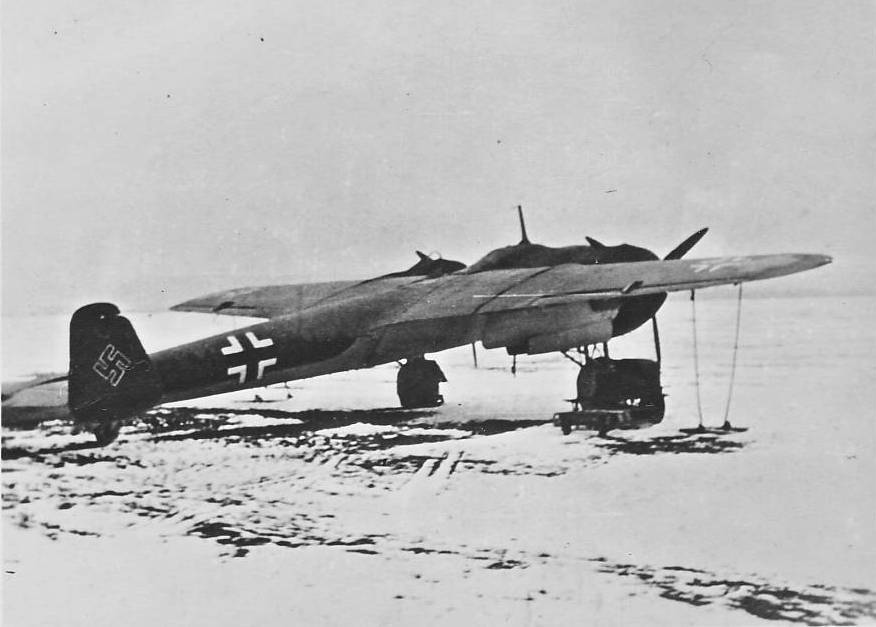
Do 17, люфтваффе

- Болгария — первые 11 или 12 Do 17P получены из Германии в 1940 году[8], а в общей сложности, в 1940—1943 годах из Германии получено 24 Do 17 разных модификаций. Кроме того, в 1941 году Германия передала Болгарии ещё 11 трофейных югославских Do 17Kb1[9]. На 1 января 1948 года в составе полка транспортной авиации оставался один Do 17M[10]
- Великобритания — два самолёта ВВС Югославии, в апреле 1941 года перелетели в Египет и были зачислены в состав RAF[8]
- Венгрия — ВВС Венгрии получили один трофейный югославский Do 17Ka-3[8]
- Румыния — начиная с лета 1942 года по март 1944 года получено 10 Do 17М[8], использовавшихся в качестве разведывательных, а позже учебных, один Do 17Ka-3 бывший югославский.
- нацистская Германия[9] — с начала 1937 года[8]
- Финляндия — в январе 1942 года 46-я эскадрилья получила 15 Do 17Z-2 (бортовые номера DN-51 — DN-51) и эксплуатировала их до середины 1944 года. Десять из них были потеряны в период 1943—1945, оставшиеся 5 списаны в 1952 году.[8].
- Франкистская Испания — в марте 1937 года 4 Do 17Е, к лету 1937 ещё 20 Do 17E и 15 «разведчиков» Do 17F-1. К 1939 13 Do 17Е и Do 17Р[7]
- Хорватия — в 1941 году сформирован Хорватский воздушный легион, участвовавший в боях на Восточном фронте и позже в противопартизанских действиях на территории Югославии. В его составе числилась 5-я бомбардировочная авиагруппа, имевшая на вооружении Do 17Z[8].
- Швейцария — Do 17Z-2, севший в аэропорту Базеля в апреле 1940 года, был интернирован и использовался в швейцарских ВВС.
- Югославия — по итогам конкурса на новый бомбардировщик 12 июня 1936 года военным руководством страны было принято решение о закупке и производстве варианта Do 17 с двигателями GR-14NO. 9 ноября 1936 г. был подписан контракт на поставку самолётов (всего до конца апреля 1939 года было закуплено и получено 37 самолётов (20 шт. Do 17Ка-1, 14 шт. Do 17Ка-2, два Do 17Ка-3 и один неясной модификации), затем производство Do 17Kb1 по лицензии было освоено на авиазаводе в городе Кралево[8]. Перед началом немецкого вторжения в Югославию в апреле 1941 года в ВВС Югославии было 60 бомбардировщиков Do 17K[9]. Они состояли на вооружении 63-й и 64-й групп 3-го бомбардировочного полка (эскадрильи 205, 206, 207 и 208, 209, 210, соответственно).